# Oldemiro César
Oldemiro César de Lima (Porto, 25 de agosto de 1884 — Lisboa, 27 de março de 1953), mais conhecido por Oldemiro César, foi um jornalista, crítico literário, ensaísta e escritor, que se destacou como camilianista apaixonado, tradutor de obras clássicas, escritor de teatro e de livros de crónica.

## Biografia
Estreou-se como jornalista em 1903, passando a trabalhar profissionalmente no jornalismo a partir de 1910. Fundou, em 1906, a revista de crítica literária Livres, de que saíram 24 números.
Partiu para a cidade do Rio de Janeiro, onde durante alguns anos trabalho para diversos jornais. Fixou-se posteriormente em Lisboa, onde integrou a redacção de, entre outros periódicos, A Capital e O Século. Chefiou a redacção do República, mas ganhou grande notoriedade com as reportagens de viagens que realizou em múltiplas regiões de Portugal e colónias e que foram publicads pelo Diário de Notícias.
Foi como repórter do Diário de Notícias que acompanhou, em 1924, a visita dos intelectuais organizada por José Bruno Carreiro, publicando em livro, Terras de Maravilha, as crónicas que então escreveu, prefaciadas por Trindade Coelho, um dos visitantes. Em 1934, de novo como jornalista, acompanhou a visita do ministro Sebastião Ramires, à Madeira e aos Açores, preparando uma reedição do seu livro de crónicas, a que acrescentou outras dessa segunda viagem. em resultado dessa viagem, estabeleceu amizade e cumplicidade política com os conservadores açorianos, que manteve até ao fim da vida.
Foi tradutor de clássicos e é autor de algumas obras destinados a teatro. Era considerado um grande especialista na obra de Camilo Castelo Branco, sobre a qual publicou vários trabalhos.

## Obra
- Camilo Castelo Branco. Sua Vida e Obra, Porto, 1914.
- Verdades amargas. Jornal de um mal humorado. Empresa Lusitana Editora. Lisboa, 1918.
- Pão que o diabo amassou. Crónicas e Estudos na Vida e Na Arte. Renascença Portuguesa, Porto, 1918.
- Terra de mistério – Marrocos. Emp. do Diário de Notícias, Lisboa, 1925.
- Terras de Maravilha. Os Açores e a Madeira. Porto, Ed. da Empresa Literária Fulminense, 1924. [Os Açores e a Madeira. Notas de duas viagens de estudo. 2ª ed. 1944, revista e aumentada, Lisboa, José Francisco de Oliveira].
- Raul Xavier : Escultor. Colecção Artistas Portugueses. Lisboa: [s.e.], 1943.
- O conselheiro Acácio académico. À margem das comemorações centenárias de Eça de Queiroz. Liv. Peninsular Ed., Lisboa, 1945.
- Os Amores de Wenceslau de Morais (em colaboração com Ângelo Pereira). Editorial Labor, Lisboa, 1937.
- Camilo e o Amor de Pedição. Porto, Editorial Domingos Barreira, 1947.